# Lipari

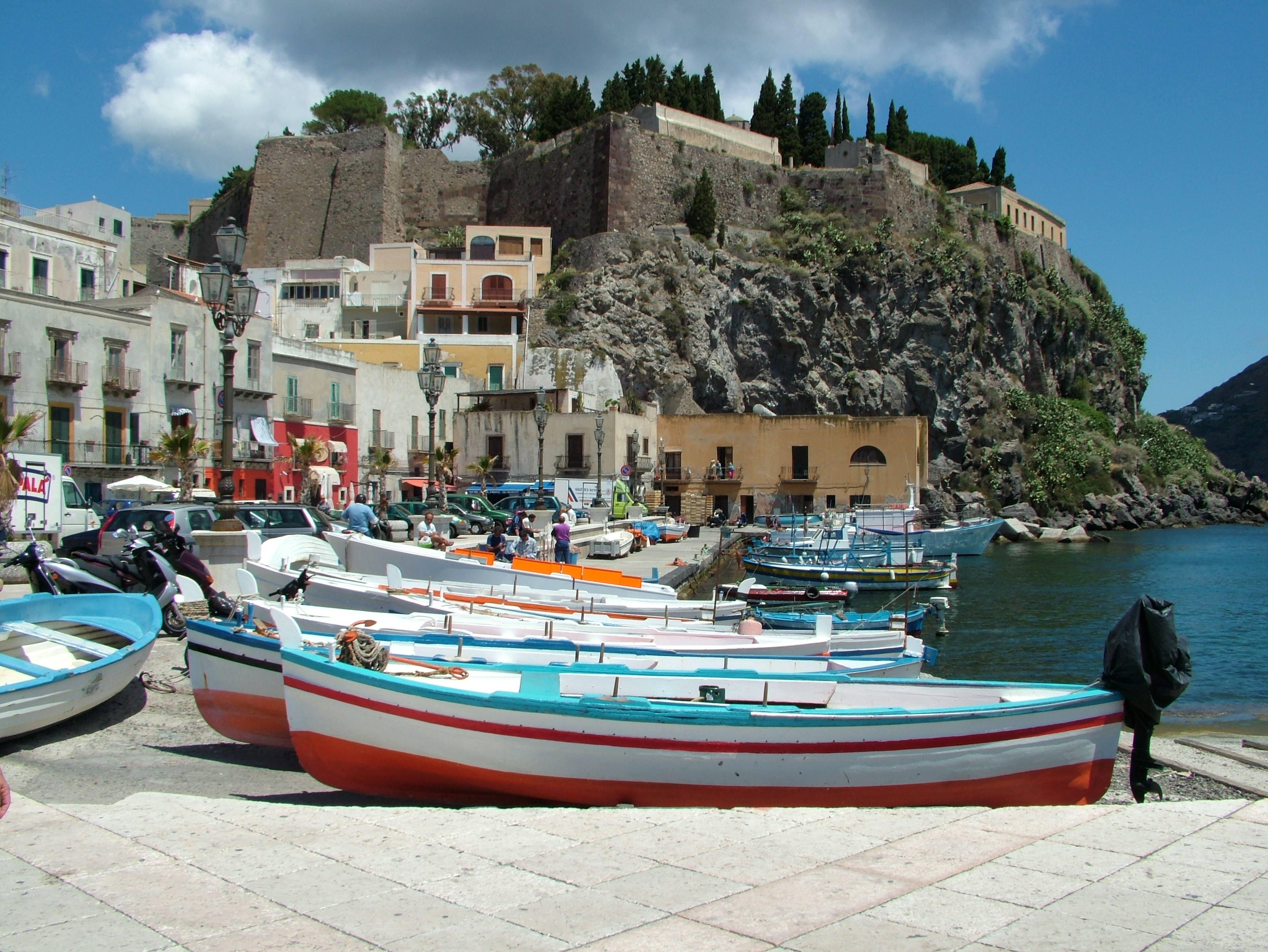
Csónakok Lipari kikötőjében, háttérben a Castello

Lipari (szicíliai nyelven: Lìpari, latinul: Lipara, ógörögül: Meligunis) a Tirrén-tengerben, Szicíliától északra elhelyezkedő vulkáni eredetű Lipari-szigetek legnagyobb, központi fekvésű tagja.
A szigettel azonos nevet viselő kisvárosa a Lipari-szigetek közigazgatási központja, és az olaszországi Szicília régió Messina megyéjének része. Lipari szigetének teljes lakossága 8500 körül van. Közigazgatási szempontból Liparihoz tartozik Salina kivételével a szigetvilág valamennyi tagja (Vulcano, Panarea, Stromboli, Filicudi és Alicudi), így Lipari városának össznépessége megközelíti a 11 ezret.

## Földrajza

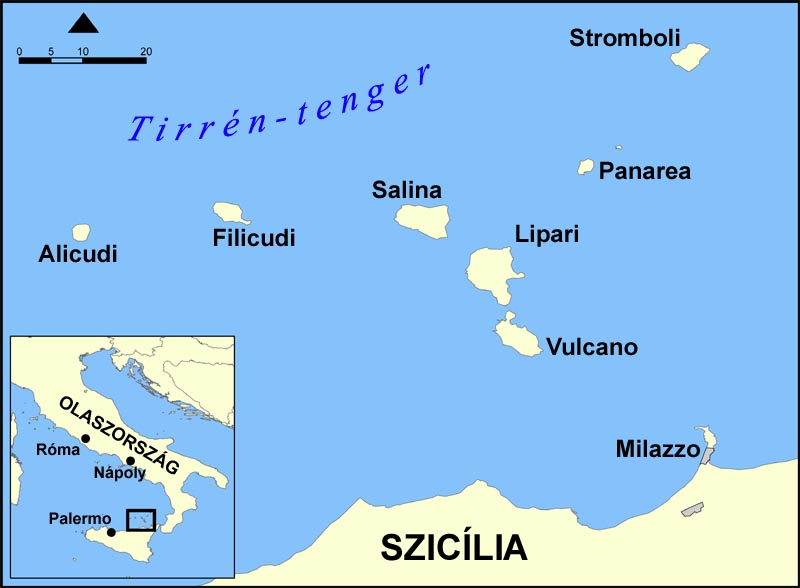
A Lipari-szigetek

A Lipari-szigetek Y alakú kettős ívének csomópontjában helyezkedik el Lipari szigete, a szicíliai partoktól mintegy 30 kilométerre. Déli szomszédjától, Vulcanótól egy alig 900 méter széles csatorna választja el. Északnyugatról Salina, északkeletről Panarea szigete fekszik legközelebb hozzá. 37,6 km²-es területével a legnagyobb méretű társai közül.
A csaknem 10 km maximális hosszúságú szigetet több egymásraépülő, kialudt tűzhányó alkotja. A változatos összetételű kőzetekből felépülő szárazföldet számos kitörési központ tevékenysége hozta létre 200 ezer évnél is hosszabb idő alatt. Lipari déli részét lávadómok jellemzik, a keleti és a nyugati partszakasz Stromboli-típusú működés során alakult ki. A sziget közepén találhatók a 602 m magas Monte Chirica és az 594 méteres Monte San Angelo nevű rétegvulkánok, amelyek Lipari legmagasabb kiemelkedései. Az északnyugati szeglet fő kőzete a riolit, amely horzsakőrétegek formájában helyenként 300 méter vastagságban rakódott le. Ugyanitt található két obszidiános lávaár, azonban ezek nagy részét már az újkőkorszakban elbányászták. Az itt kitermelt obszidiánból készült kőeszközök az egész földközi-tengeri térségből ismertek. A horzsakőbányászat a sziget iparának legfontosabb tényezője volt, a Monte Chirica messziről fehérlő bányái a világ legnagyobbjai közé tartoztak. A horzsakőbányászat az 1980-as évek második felében megszűnt a szigeten.

### Növényzete

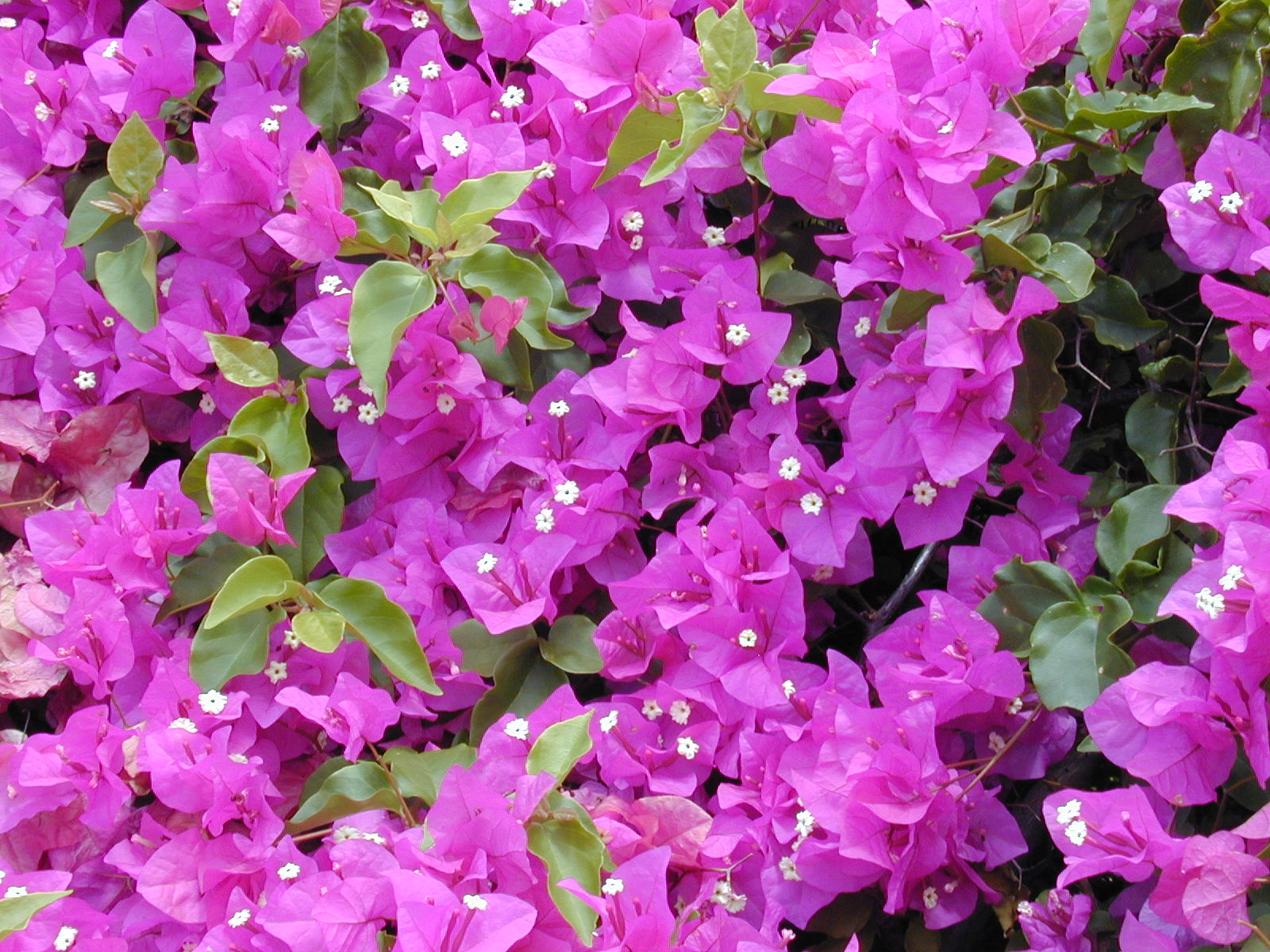
Bougainvillea

A Lipari-szigetek fő tagján számtalan különleges és látványos növényfaj él, már jellegzetes illatuk is meghatározza a sziget hangulatát. Sokfelé virítanak rekettye-, hanga-, leander-, rozmaring- és mirtuszcserjék, de van néhány különösen feltűnő növény közöttük:
- Gyakoriak a hibiszkuszfajok, változatos színű virágaik csaknem valamennyi kertnek díszei.
- A Brazíliából származó Bougainvillea-fajok Olaszország szárazföldje után hamar meghonosodtak itt is; falakra felfutó, élénk rózsaszín virágai szigetszerte láthatók.
- A fűszernövényként használt kapribogyó a Lipari-szigetek egyik szimbóluma.

### Állatvilága
Lipari emlősfaunájának jellegzetes képviselői a juhok, kecskék és a szarvasmarhák, amelyek egyben a helyi mezőgazdaság alapját is jelentik. A leggyakoribb vadon élő emlős az üregi nyúl. Igen gazdag a sziget madárvilága, azonban szomszédaihoz hasonlóan a vándorló madárfajok java csak rövidebb ideig tartózkodik a szigeten. A környező tengervízben számtalan halfaj él: a halászok hálójába kardhal, tonhal, szardínia, makréla és szardella kerül. Az alacsonyabb rendű állatok közül gyakran fordulnak elő ugróvillások (Collembola), és egyes csótányfajok.

## Geológiája

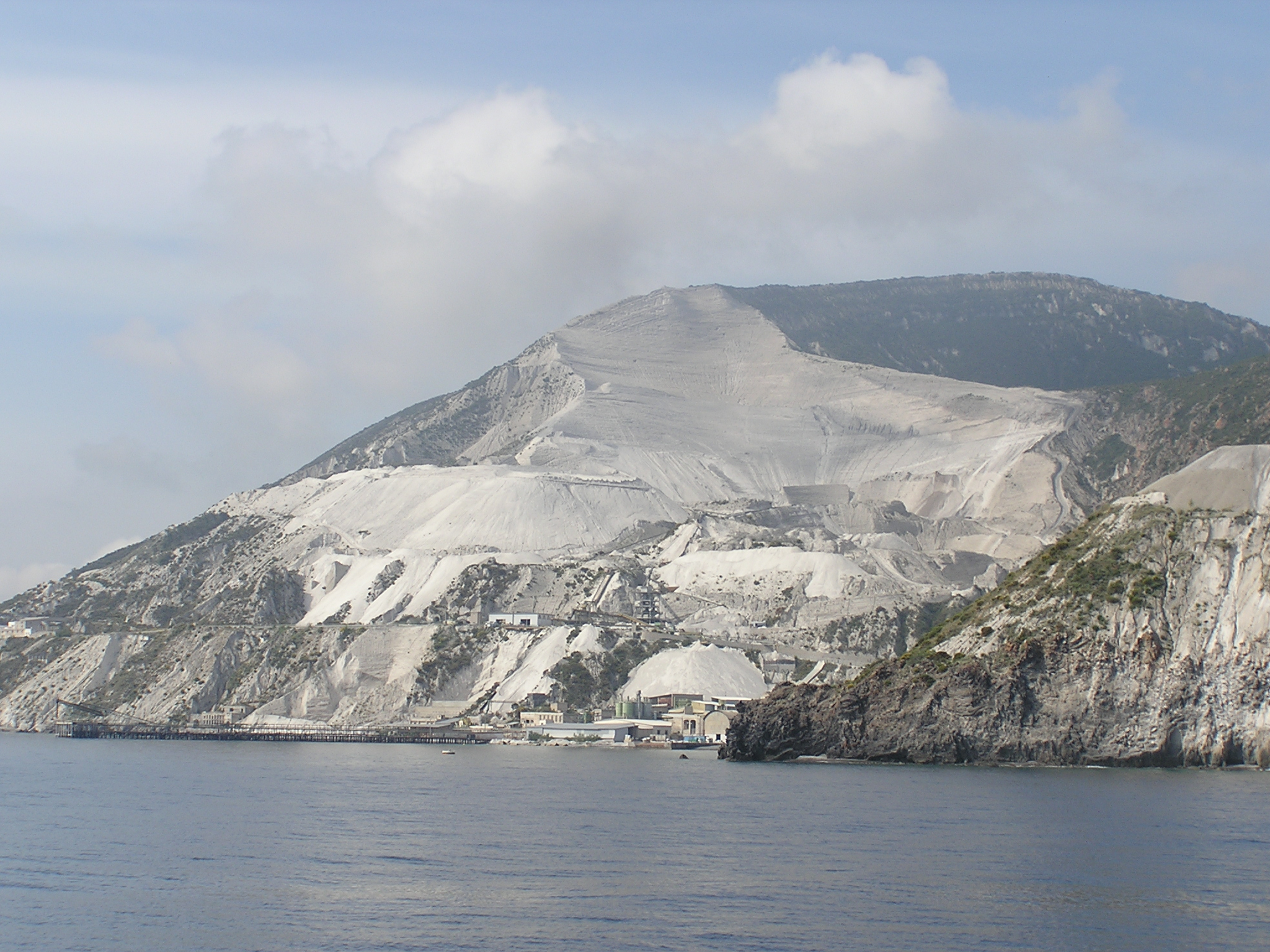
Horzsakőbánya a Monte Pilato oldalában

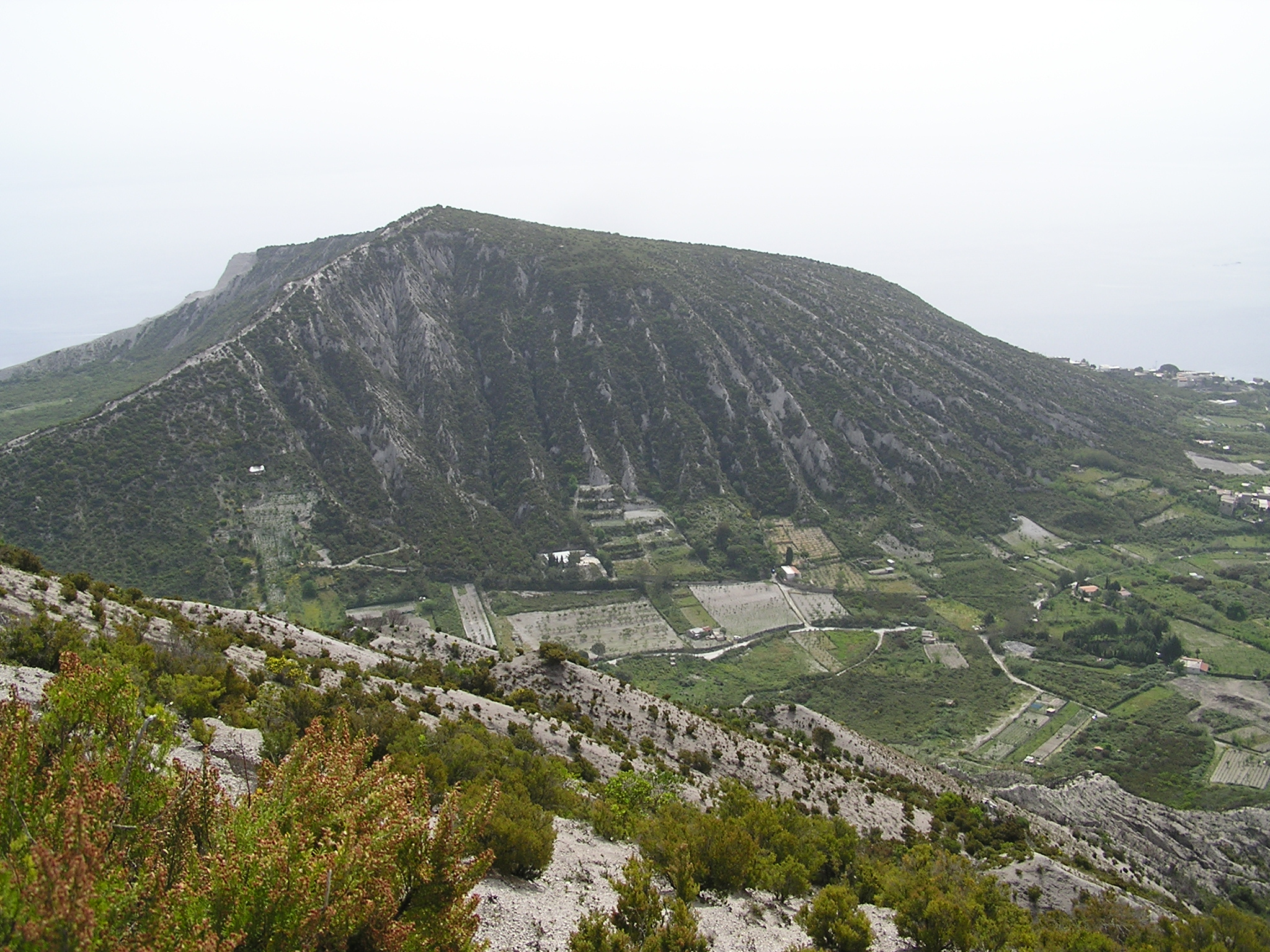
A Monte Pilato a szomszédos Monte Chirica felől

Lipari szabálytalan alakú szigete a szomszédos Salinához és Vulcanóhoz hasonlóan a szigetvilágot létrehozó legnagyobb törésvonal mentén alakult ki. Ez a vető még Szicíliában is folytatódik, és széthúzódások, tágulásos elmozdulások valamint vízszintes eltolódások jellemzik. Lipari a legbonyolultabb felépítésű sziget és geológiai története is a legösszetettebb szomszédjai közül. Korábban a vulkánkomplexum fejlődésnek négy szakaszát különböztették meg, ma a geokémiai kutatások alapján két fő periódust és azokon belül összesen tíz rövidebb ciklust tartanak számon.
Az egyes időszakok alatt mindig a sziget különböző pontjain működtek a kitörési centrumok. Az aktív ciklusokat több száz vagy akár több ezer éves nyugalmi periódusok választották el egymástól. A két legkorábbi ciklus elejét Stromboli-típusú kitörések jellemezték. A későbbiekben valamennyi szakasz heves, robbanásos Vulcano-típusú erupciókkal kezdődött, ami a magma és a víz kölcsönhatására utal. A felszínre jutó magmában lévő illó anyagok általában hamar eltávoztak, így a rövid explozív periódust tartósabb effuzív (kiömléses) fázis követte. A viszkózus, riolitos magmának köszönhetően ekkor lávadómok vagy rövid lávafolyások alakultak ki.
Az első hosszabb szakasz 223 ezer éve kezdődött, amelynek során eleinte a Lipari nyugati felében lévő észak-déli irányú törések mentén tört felszínre a láva. Ennek a periódusnak a második felében (102-53 ezer éve) jöttek létre a Monte San Angelo és a Costa d'Agosto rétegvulkánjai. A második szakasz kezdetén, 42 ezer évvel ezelőtt a sziget déli felére helyeződött át a kitörések súlypontja, a Monte Guardia (369 m) és a Monte Giardina (278 m) lávadómja ekkor keletkezett. A holocénben újra Lipari északi-északkeleti részén rakódtak le riolitos vulkáni üledékek és obszidiánárak. A legutolsó ismert kitörés szintén itt, a Monte Pilato (475 m) kráterében már a történelmi időkben zajlott le, ám pontos időpontja ismeretlen. A kitöréssel összefüggésbe hozható obszidiános lávafolyások a kormeghatározási módszerek és a hiányos korabeli feljegyzések alapján Kr. u. 580 körül vagy 729-ben jöhettek létre.

## Történelme

### Lipari az ókorban

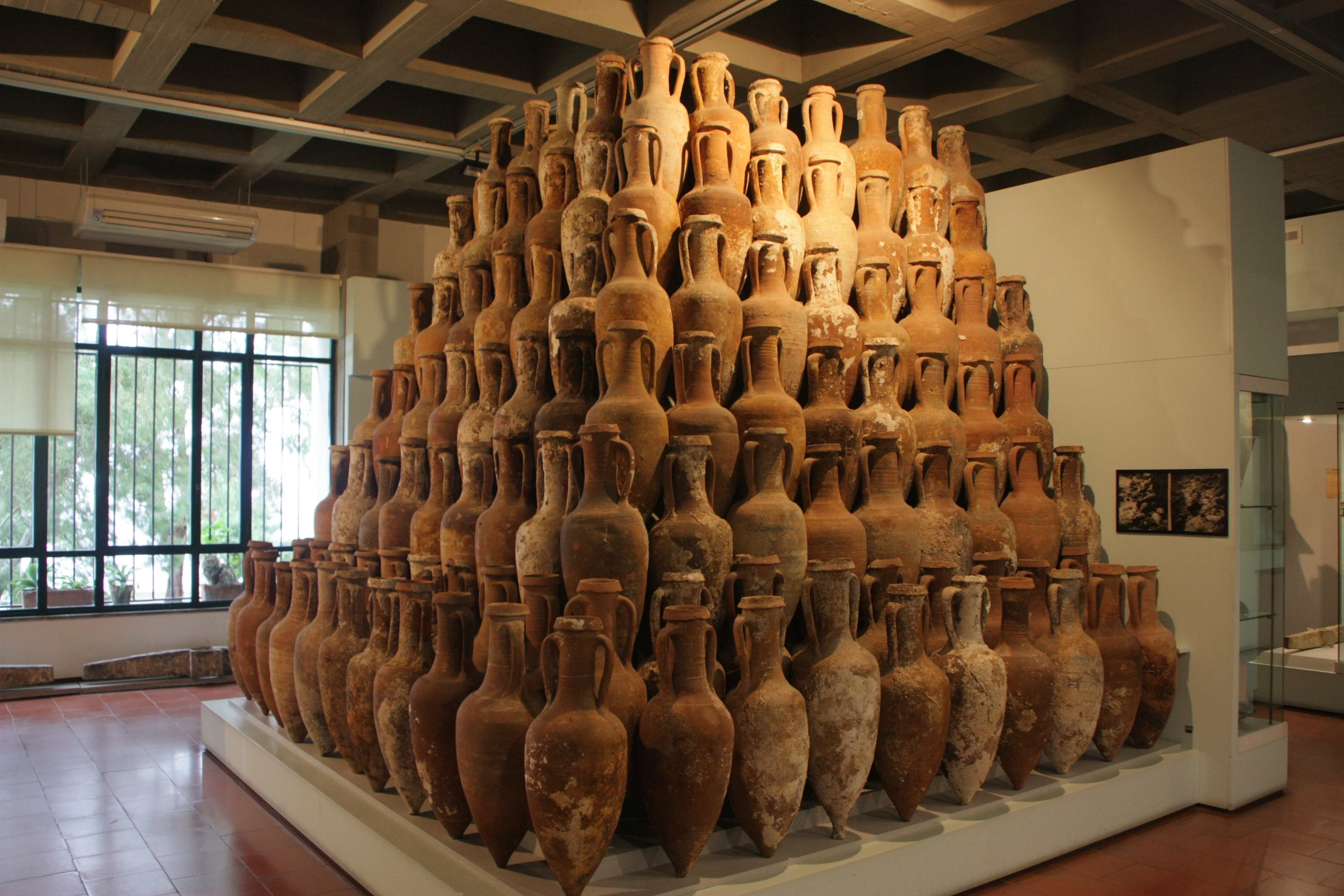
Amforák (Lipari Museo Archeologico Eoliano)

Lipari kikötője kiváló fekvése miatt már az ókorban stratégiai jelentőségű volt. Szardíniával együtt a újkőkorszaktól kezdve a Földközi-tenger térségének legfontosabb obszidiánlelőhelyének számított: a csiszoltkő-kor embere sok mindenre használta az éles, fekete színű vulkáni üveget. Lipari történelme messze a legváltozatosabb a szigetcsoport többi tagja közül, amit az ásatások nyomán feltárt számos nekropolisz és egyéb lelet is bizonyít. Valószínűleg már Kr. e. 5000 körül benépesült a sziget. A hagyomány szerint az első telepesek Campaniából érkeztek egy „Liparus” nevű hajós vezetésével. A Kr. e. 1270 körül az Ausoni-civilizáció megjelenése vetett véget az őslakók kultúrájának: az új hódítók mindent elpusztítottak, majd a sziget eddig még érintetlen pontjain építették fel településeiket. A Kr. e. 9. század végén ez a közösség is eltűnt; a következő háromszáz évben Lipari és a környező szigetek lakatlanok lehettek, mivel ebből az időszakból semmilyen lelet nem maradt fenn.
A Rodosz szigetén fekvő Knidosz városából Kr. e. 580-ban érkező görög kivándorlók a mai Castello környékén telepedtek le, és sikeresen védték meg új lakhelyüket, valamint a közeli vizeket az etruszkoktól. A Szürakuszai és Athén között dúló háború során (Kr. e. 427-413) a szicíliai görög várossal kötött szövetsége miatt Liparit is többször megtámadták az athéniak, de a sziget lakói ellenálltak a rohamoknak. A karthágóiak rövid időre bevették Liparit 394-ben, amikor hadban álltak I. Dionüsziosszal, szürakuszai türannoszával.
Ezektől az incidensektől eltekintve Lipari gazdag polisszá vált, töretlen fejlődése csak 304-ben szakadt meg; ekkor Agathoklész, Szürakuszai zsarnoka kifosztotta a vele szövetséges szigetvilágot. A zsákmányolt kincsek jó része azonban a Tirrén-tengerbe veszett, melyek közül sokat felszínre hoztak és Lipari város múzeumában láthatók. A sziget az első pun háborúban (Kr. e. 264-241) a punok tengeri támaszpontja volt, majd Kr. e. 252-251-ben a rómaiak bevették, és elpusztították valamennyi települését. A római időkben – korábbi fényét elveszítve – hanyatló, periférikus térséggé vált a szigetcsoport, csupán hőforrásairól és fürdőiről, valamint száműzöttek lakhelyeként volt ismert. Ilyen száműzött volt például Priscus Attalus római trónkövetelő is, akit bukása után  Honorius római császár ide száműzött Kr. u. 416-ban.

### A középkortól napjainkig

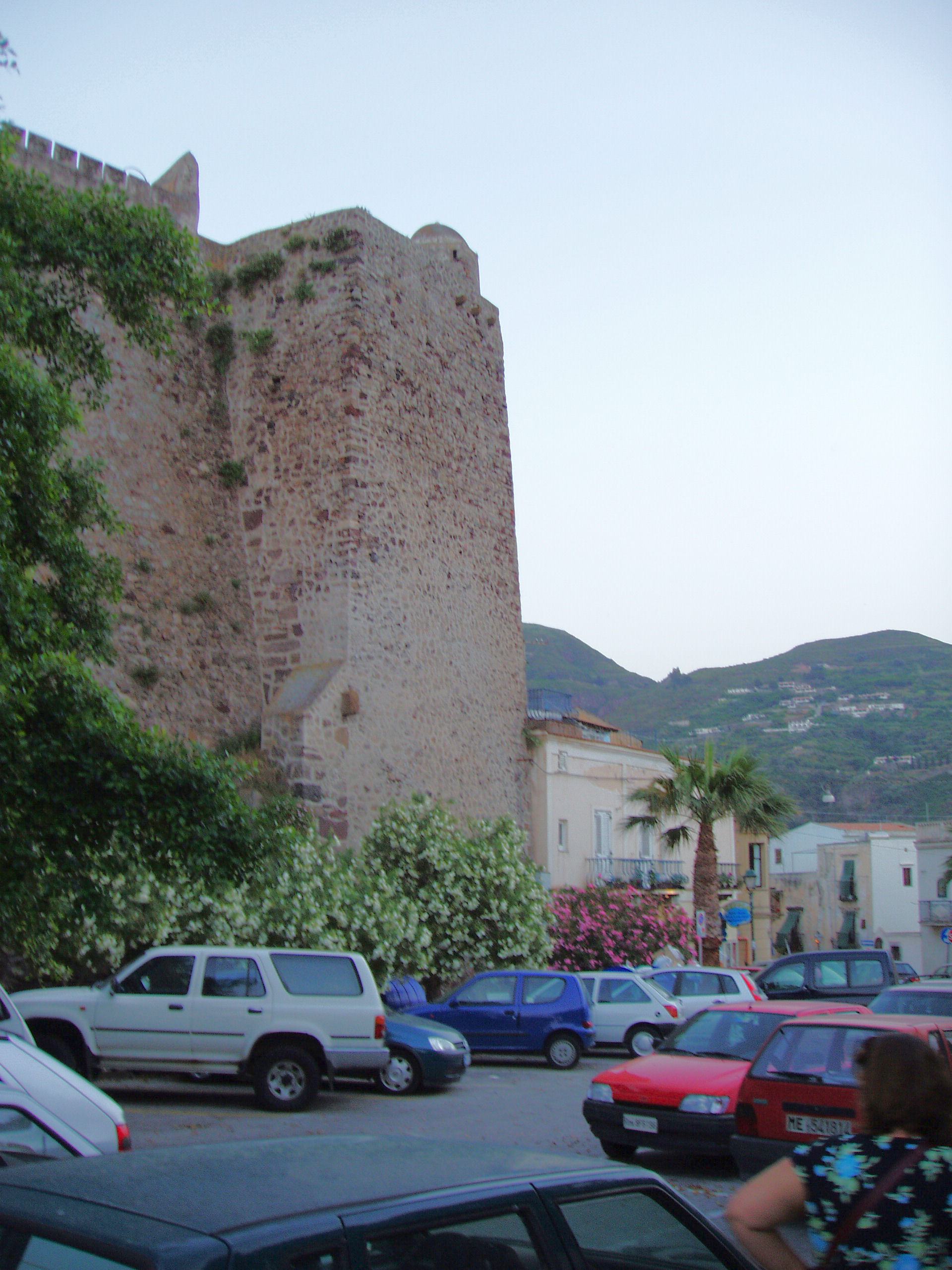
Lipari 1556-ban épült erődje, a Castello

Lipari valószínűleg már a 3. században püspöki székhely lehetett. A 6. századtól katedrálisában őrizték Szent Bertalan apostol ereklyéit. A 9. század elején az arabok először Szicíliát hódították meg, majd 838-ban Lipari is szaracén uralom alá került. A lakosságot lemészárolták, Bertalan apostol maradványait még idejében sikerült Beneventóba menekíteni. Lipari ezután 250 éven keresztül lakatlan volt. A normannok a 11. század során visszafoglalták Szicíliát az araboktól, 1083-ban Lipari is az ő kezükre került. Az új hódítók bencés apátságot alapítottak, sőt 1131-ben újra püspöki központ lett a sziget.
Ettől kezdve – a folyamatos kalóztámadások ellenére – állandóan lakták Liparit, melynek története szorosan összefonódott Szicíliáéval. Sorsa a normannokat követően eleinte a Stauf-ház uralkodóitól, az Anjouktól, majd aragóniai királyoktól függött. 1544-ben Haireddín (vagy Ariadeno) Barbarossa vezetésével török kalózok fosztották ki, a mintegy 8000 lakost pedig rabszolgának adták el. V. Károly nápolyi király és német-római császár 1556-ban spanyol és campaniai telepeseket hozott Liparira, és erődöt építtetett az egykori görög színház alapjaira. Az erőd (Castello) a következő évszázadokban sikeresen védte meg az újra felépült város lakóit, és ma is áll. A sziget többi része azonban egészen a 19. századig nem volt biztonságban a Tirrén-tengeren portyázó kalózok elől.
Az 1800-as években komoly fellendülés indult meg, amit Lipari mezőgazdasági (malváziabor, kapribogyó, halászat) és bányászati termékeinek (horzsakő, timsó, kén) keresettsége indokolt. A fejlődést 1880-ban a teljes szőlőállományt elpusztító filoxérajárvány vetette vissza. A fasizmus évei alatt az olasz politikai ellenzék néhány tagját tartották fogva a szigeten.
Az utóbbi évtizedek a helyi mezőgazdaság és a bányászat hanyatlásáról, és a sziget turistaparadicsommá válásáról szóltak.

### A Lipari Egyházmegye története
Az egykori Lipari Püspökséget II. Anacletus ellenpápa alapította 1131-ben a I. Roger grófja által 1084-ben létesített apátság nyomán. A püspökség 1399-ig még a Patti Püspökséggel összevontan működött, székhelye a Szicília északkeleti részén található város volt. III. Sándor pápa 1166-ban megerősítette az ellenpápa döntését, majd 1399-ben Lipari egyházjogilag önálló lett. A püspökségből 1986-ban Messinával és Santa Lucia del Melával együtt közös egyházmegyét hoztak létre Messina-Lipari-Santa Lucia del Melai Püspökség néven.

## Népessége

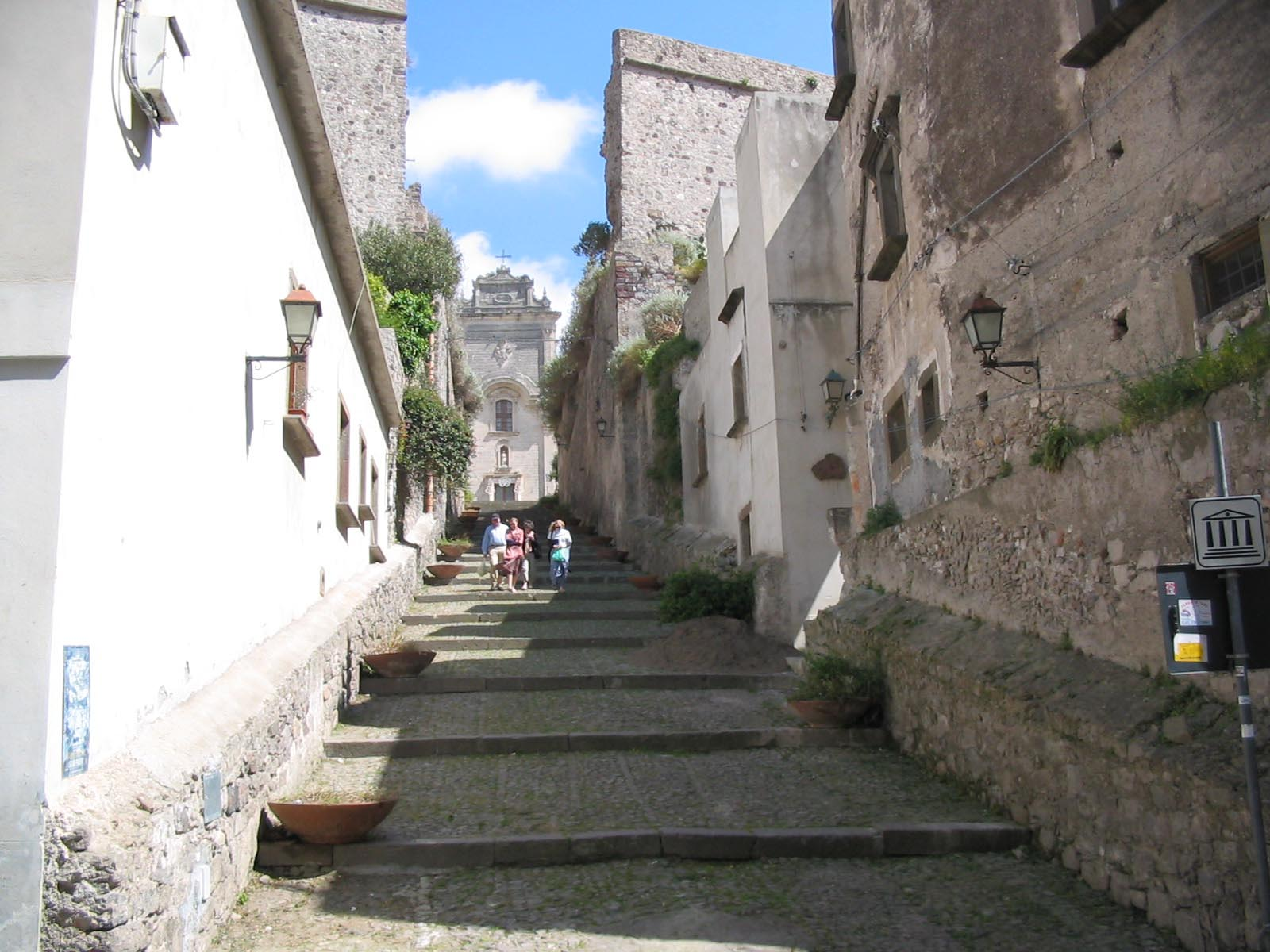
Lipari: a katedrálishoz vezető utcácska

A Lipari nevű közigazgatási egység Lipari szigetéből és öt további szigetből (Vulcano, Panarea, Stromboli, Filicudi és Alicudi) áll, melyeknek összlakossága 10 809 fő. Ebből Lipari azonos névre hallgató fővárosában mintegy ötezren élnek. A szigeten még négy nagyobb település található közel négyezer lakossal: a Lipari várossal északról szomszédos Canneto, az északi parton Acquacalda és a szárazföld belsejében meghúzódó Pianoconte illetve Quattropani.
A népességváltozás görbéje is alátámasztja a 20. század elején kezdődött és az 1970-es évekig töretlenül folytatódó elvándorlás jelenségét, amelynek legfőbb oka a munkanélküliség és az ebből következő szegénység volt. A szigetcsoport lakossága az időszak alatt kétharmadára csökkent, de az utóbbi harminc esztendőben fellendülő turizmusnak köszönhetően a népességszám stagnált, illetve kissé emelkedett.
A népesség alakulása

## Látnivalók

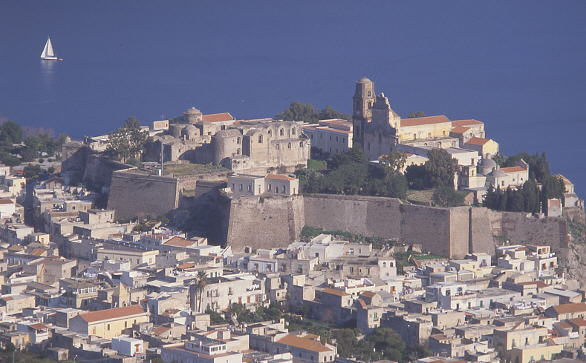
A Castello madártávlatból

- Castello: a 16. századból származó erőd Lipari központjában, a kikötő felett emelkedik. A fellegvár falain belül található a San Bartolomeo-székesegyház.
- A szigetvilág történelmét gazdag gyűjtemény segítségével bemutató múzeum (Museo Archeologico Eoliano) nagy része szintén a Castello területén kapott helyet. A Liparin fellelt őskori tárgyak mellett itt állították ki a környező tengervízben talált régészeti leleteket, de kialakítottak egy vulkanológiai részleget is.
- Marina Corta forgalmas jacht- és kompkikötője mellett a Piazza Ugo di Sant' Onofrión áll a kis Anime del Purgatorio-templom.
- Marina Lunga: a Lipari városához legközelebbi fürdésre alkalmas partszakasz.
- Quattrocchi: a Pianoconte felé vezető úton található kilátópont, gyönyörű kilátással Vulcanóra.
- Contrada Diana: régészeti park a részletesen feltárt nekropolisszal és egy görög színház maradványaival.
- Horzsakőbányák és obszidián-lelőhely a sziget északkeleti részén, Canneto és Acquacalda között a Monte Pilato oldalában.
- Monte San Angelo: Lipari második legmagasabb pontja (594 m), ahonnan szép kilátás nyílik a környező a többi szigetre; hatalmas víztározó medence, amellyel az édesvízben szűkölködő Lipari vízellátását oldják meg.

### Templomok Liparin
| - San Bartolomeo-székesegyház (Castello, Lipari) - Maria SS. Delle Grazie (Castello, Lipari) - Immacolata (Castello, Lipari) - Addolorata (Castello, Lipari) - Sant'Antonio (Lipari) - Pozzo (Lipari) - Maria SS. Di Porto Salvo (Lipari) - Cappuccini (Lipari) - Santa Lucia (Lipari) - Ecce Homo alle Croci (Lipari) - San Bartolomeo Extra-moenia (Lipari) - San Pietro (Lipari) - Sant'Antonio Abate (Lipari) | - San Giuseppe (Lipari) - Anime del Purgatorio (Lipari, Marina Corta) - Sant'Anna (Lipari) - Maddalena (Lipari) - Maria SS. di Gibilmanna (Capistello) - San Nicola (San Nicola) - San Salvatore (San Salvatore) - Sacro Cuore di Gesù (Cappero) - San Cristoforo (Canneto) - Addolorata (Canneto) - San Vincenzo (Canneto) - San Gaetano (Acquacalda) - San Cristoforo (Porticello) | - Maria SS. della Purità (Quattropani) - Maria SS. della Catena (Quattropani) - Santa Croce (Pianoconte) - San Raffaele Arcangelo (Madoro) - San Leonardo (San Leonardo) - Annunziata (Contrada Annunziata) - San Bartolomeo (Monte) - San Domenico (Pianogreca) - SS. Nome di Maria (Pirrera) - Maria SS. del Rosario (Lami) - Maria SS. Assunta (Serra) - Croce (Monterosa) - Santa Margherita (Santa Margherita) |